# Мелизъм
Мелизъм (от френски: mélisme; от гръцки: μέλος – „мелодия, песен“).
В музиката е термин, с който се обобщават различните видове мелодични украшения на тона. Много музиковеди извеждат произхода на мелизмите от клавишните струнни инструменти в епохата преди появата на пианото – поради недостатъчната продължителност на отзвучаване на възпроизведения тон, той бива „украсяван“ с различни орнаменти. Произходът на мелизмите обаче е явно по-древен и е свързан не толкова с технически, колкото с естетически съображения.
Представлява виртуозно мелодично украшение на даден тон от музикалното произведение, без тази украса да влияе върху статута на този тон в рамките на хармонията и полифонията. Всеки мелизъм се обозначава по свой, строго определен начин, в рамките на музикалната нотация. Понякога мелизмите се нотират изцяло, ако трябва да бъде посочено тяхното конкретно изпълнение – в този случай нотите, с които те се изписват, са по-дребни от основните за нотирането на дадена творба.
Основни мелизми са форшлаг, нахшлаг, мордент, трилер, групето и др.